# Ekološki otok
Ekološki otoki so namensko označeni prostori, kjer stojijo skupine smetnjakov za ločeno zbiranje odpadkov. 
Namenjeni so zbiranju odpadkov, ki se jih lahko reciklira. To je raznovrstna embalaža (steklo, PVC) in papirni odpadki.

## Potek odvoza
Zbrane odpadke komunalno podjetje odpelje v center za ločeno zbiranje odpadkov. Tam odpadke še enkrat pregledajo in sortirajo. Vmes so tudi taki, ki ne sodijo na ekološki otok. 
Odpadke, ki jih je mogoče reciklirati, odpeljejo v nadaljnjo predelavo v centre za recikliranje. Odpadke, ki pa se jih ne da reciklirati, odpeljejo na deponijo. 